# 李照民
李照民（1927年7月—1990年7月28日），男，直隶蓟县人，中华人民共和国政治人物，曾任长沙市人民政府市长，中共株洲市委书记。